# بيت مران (أرحب)

تعديل مصدري - تعديل

بيت مران هي مدينة ومركز مديرية أرحب بمحافظة صنعاء اليمنية، بلغ تعداد سكانها 3025 نسمة حسب الإحصاء الذي أجري عام 2004.